# Спектральная последовательность Гротендика
Спектральная последовательность Гротендика — это спектральная последовательность, которая вычисляет производные функторы композиции функторов {\displaystyle G\circ F} по производным функторам F и G.
Если {\displaystyle F:{\mathcal {A}}\to {\mathcal {B}}} и {\displaystyle G:{\mathcal {B}}\to {\mathcal {C}}}
— аддитивные точные слева функторы между абелевыми категориями, такие, что {\displaystyle F} переводит инъективные объекты в {\displaystyle G}-ацикличные (то есть те, на которых зануляются функторы {\displaystyle R^{p}G} при {\displaystyle p>0}) и если в {\displaystyle {\mathcal {B}}} достаточно много инъективных объектов, то для каждого объекта {\displaystyle A} категории {\displaystyle {\mathcal {A}}}, имеющего инъективную резольвенту, существует точная последовательность:
{\displaystyle E_{2}^{pq}=({\rm {R}}^{p}G\circ {\rm {R}}^{q}F)(A)\Longrightarrow {\rm {R}}^{p+q}(G\circ F)(A).}
Многие спектральные последовательности в алгебраической геометрии являются частными случаями спектральной последовательности Гротендика, например, спектральная последовательность Лере.

## Примеры

### Спектральная последовательность Лере
Если {\displaystyle X} и {\displaystyle Y} — топологические пространства, пусть
{\displaystyle {\mathcal {A}}=\mathbf {Ab} (X)} и {\displaystyle {\mathcal {B}}=\mathbf {Ab} (Y)} — категории пучков абелевых групп на X и Y, соответственно и
{\displaystyle {\mathcal {C}}=\mathbf {Ab} } — категория абелевых групп.
Для непрерывного отображения
{\displaystyle f:X\to Y}
существует (точный слева) функтор прямого образа
{\displaystyle f_{*}:\mathbf {Ab} (X)\to \mathbf {Ab} (Y)}.
Мы также имеем функторы глобальных сечений
{\displaystyle \Gamma _{X}:\mathbf {Ab} (X)\to \mathbf {Ab} },
и
{\displaystyle \Gamma _{Y}:\mathbf {Ab} (Y)\to \mathbf {Ab} .}
Тогда так как
{\displaystyle \Gamma _{Y}\circ f_{*}=\Gamma _{X}}
и функторы
{\displaystyle f_{*}}
и
{\displaystyle \Gamma _{Y}}
удовлетворяют предположениям теоремы (так как функтор прямого образа имеет точный левый сопряжённый {\displaystyle f^{-1}}, прямые образы инъективных пучков инъективны и, в частности, ацикличны для функтора глобальных сечений), спектральная последовательность принимает вид:
{\displaystyle H^{p}(Y,{\rm {R}}^{q}f_{*}{\mathcal {F}})\implies H^{p+q}(X,{\mathcal {F}})}
для пучка абелевых групп {\displaystyle {\mathcal {F}}} на {\displaystyle X}, и это в точности спектральная последовательность Лере.

### Спектральная последовательность локальных и глобальных Ext-ов
Существует спектральная последовательность, связывающая глобальный Ext и пучковый Ext: пусть F, G — пучки модулей над окольцованным пространством {\displaystyle (X,{\mathcal {O}})}; например, схемой. Тогда
{\displaystyle E_{2}^{p,q}=\operatorname {H} ^{p}(X;{\mathcal {E}}xt_{\mathcal {O}}^{q}(F,G))\Rightarrow \operatorname {Ext} _{\mathcal {O}}^{p+q}(F,G).}
Это частный случай спектральной последоватеьлности Гротендика: действительно,
{\displaystyle R^{p}\Gamma (X,-)=\operatorname {H} ^{p}(X,-)}, {\displaystyle R^{q}{\mathcal {H}}om_{\mathcal {O}}(F,-)={\mathcal {E}}xt_{\mathcal {O}}^{q}(F,-)} и {\displaystyle R^{n}\Gamma (X,{\mathcal {H}}om_{\mathcal {O}}(F,-))=\operatorname {Ext} _{\mathcal {O}}^{n}(F,-)}.
Более того, {\displaystyle {\mathcal {H}}om_{\mathcal {O}}(F,-)} переводит инъективные {\displaystyle {\mathcal {O}}}-модули в вялые пучки, которые {\displaystyle \Gamma (X,-)}-ацикличны. Следовательно, предположения удовлетворяются.